# タイヤ流通センター
タイヤ流通センターは株式会社アップガレージグループが運営する新品タイヤ販売チェーン店である。

## 概要
乗用車用タイヤの販売を主軸に、バッテリー、オイルの販売を手掛けるフランチャイズチェーン。中古カー用品チェーン店のアップガレージが新品タイヤ販売の新業態として2010年に「東京タイヤ流通センター」の名称で始めたもので、アップガレージ店舗ではタイヤ流通センターをインショップとして併設する店舗も多く存在する。2020年には日本国内で150店舗を超える店舗を展開している。当初の関東圏中心から全国に展開するようになったことから、2022年4月1日より「東京タイヤ流通センター」から「タイヤ流通センター」にブランド名を変更した。
価格別に「ゴールド」「プラチナ」「ダイヤモンド」の3プラン制を導入している。一般にタイヤを購入する際には、サイズを確認し、グレードやメーカーなどをそれぞれ選択した上で購入するものだが、車に詳しくない、タイヤブランドやメーカーがわからないという顧客でも車種と価格帯を選べばよい、というもの。安価に提供するためとして扱うタイヤサイズは限定されている。
2010年6月、株式会社アップガレージにより1号店を神奈川県大和市にオープン。2014年にフランチャイズ本部を独立する形で株式会社東京タイヤを設立（2019年に株式会社ネクサスジャパンに商号変更）。その後運営主体が株式会社アップガレージに戻った後、2023年4月に親会社の株式会社クルーバーが株式会社アップガレージと株式会社ネクサスジャパンを吸収合併し、株式会社アップガレージグループと社名変更して運営している。

## 取扱ブランド
タイヤ流通センター取扱ブランド
- ゴールドプラン：価格重視
  - KENDA
  - KUMHO
  - HANKOOK
  - Laufenn
  - ROADSTONE
- プラチナプラン：価格と品質のバランス重視
  - GOODYEAR
  - TOYO TIRE
  - FALKEN
- ダイヤモンドプラン：品質重視
  - BRIDGESTONE
  - YOKOHAMA
  - DUNLOP

## 沿革
- 2010年6月 - 株式会社アップガレージの一部門よりスピンアウトし、東京タイヤ流通センター本店をオープン。
- 2013年3月 - 東京タイヤ流通センター 全国に50店舗オープン。
- 2014年4月 - 株式会社アップガレージより東京タイヤ流通センターフランチャイズ本部を独立する形で、株式会社東京タイヤを横浜市青葉区に設立。
- 2015年1月 - 東京タイヤ流通センター 全国に100店舗オープン。
- 2018年4月 - 東京タイヤ流通センター ミニバン専用タイヤ・SUV専用タイヤプラン新設。
- 2019年4月 - 東京タイヤ流通センター 軽自動車専用タイヤプラン新設。
- 2019年4月 - 株式会社東京タイヤは株式会社ネクサスジャパンに社名を変更。
- 2020年3月 - 東京タイヤ流通センター 全国に150店舗オープン。
- 2021年4月[要出典] - 運営主体が株式会社アップガレージに移管。
- 2022年4月 - 「東京タイヤ流通センター」から「タイヤ流通センター」にブランド名変更。
- 2023年4月 - 株式会社ネクサスジャパンと株式会社アップガレージが親会社の株式会社クルーバーに吸収合併され、株式会社クルーバーは株式会社アップガレージグループに社名を変更。

出典：ネクサスジャパンホームページ